# Chan Sy
Chan Sy, cũng viết là Chan Si, (tiếng Khmer: ចាន់ ស៊ី; sinh năm 1932 ở tỉnh Kompong Chhnang, Campuchia, mất ở Moskva, Nga năm 1984) là một nhà chính trị Campuchia. Ông là thủ tướng Cộng hòa Nhân dân Campuchia từ năm 1981 đến 1984.
Chan Sy là người Campuchia gốc Hoa và lúc trẻ đã trở thành một quân nhân khi gia nhập Khmer Issarak trong thập niên 1950.
Chan Sy rời Campuchia năm 1954 sau Hội nghị Geneva công nhận chính phủ của hoàng thân Norodom Sihanouk là chính quyền hợp pháp duy nhất ở nước Campuchia độc lập. Là một đảng viên cộng sản từ năm 1960, người ta tin rằng Chan Sy đã quay trở về Campuchia vào năm 1970 sau cuộc đảo chính của Lon Nol, một người thân Mỹ, đã lật đổ hoàng thân hoàng thân Sihanouk. Tuy là đảng viên cộng sản nhưng Chan Sy là người đối lập với Pol Pot cũng là đảng viên cộng sản, đồng thời là một người dân tộc cực đoan. Ông bị những đồng chí của mình bắt giam năm 1973. Ông tái xuất hiện năm 1978, với lực lượng của Mặt trận Thống nhất Cứu nước Campuchia (KUFNS) cùng người Việt Nam đánh đổ chế độ Khmer Đỏ năm 1979.